# Haploclathra
Haploclathra là một chi thực vật có hoa trong họ Calophyllaceae.

## Loài
Chi Haploclathra gồm các loài: